# Are You Legally Married?
Are You Legally Married? er en amerikansk stumfilm fra 1919 af Robert Thornby.

## Medvirkende
- Lew Cody - John Stark
- Rosemary Theby - June Redding
- Nanon Welsh - Sue Redding
- Henry Woodward - Wayne Hearne
- H.J. Barrows - J.J. Redding
- Roy Laidlaw - Henry Martin